# Mérens-les-Vals
Pour les articles homonymes, voir Mérens.
Mérens-les-Vals [meʁɛ̃s le vals] est une commune française, située dans le sud-est du département de l'Ariège en région Occitanie. Elle a donné son nom à une race de chevaux. Sur le plan historique et culturel, la commune fait partie du pays du Sabarthès, structuré par la haute vallée de l'Ariège en amont du pays de Foix avec Tarascon-sur-Ariège comme ville principale.
Exposée à un climat de montagne, elle est drainée par l'Ariège, le ruisseau des Bésines, le ruisseau du Mourguillou, le ruisseau du Nabre et par divers autres petits cours d'eau. La commune possède un patrimoine naturel remarquable composé de sept zones naturelles d'intérêt écologique, faunistique et floristique.
Mérens-les-Vals est une commune rurale qui compte 168 habitants en 2022, après avoir connu un pic de population de 896 habitants en 1806. Ses habitants sont appelés les Merengois ou Merengoises.
Le patrimoine architectural de la commune comprend un immeuble protégé au titre des monuments historiques : l'ancienne église Saint-Pierre de Mérens, classée en 1969.

## Géographie

### Localisation
La commune de Mérens-les-Vals se trouve dans le département de l'Ariège, en région Occitanie et est frontalière avec l'Andorre.
Située dans les Pyrénées, Mérens-les-Vals, comme son nom l'indique, compte plusieurs vallées. En effet, le village s'est implanté au confluent de trois vallées : l'Ariège, le Nabre et le Morgouilliou.
Elle se situe à 39 km à vol d'oiseau de Foix, préfecture du département, et à 7 km d'Ax-les-Thermes, bureau centralisateur du canton de Haute-Ariège dont dépend la commune depuis 2015 pour les élections départementales.
La commune fait en outre partie du bassin de vie d'Ax-les-Thermes.
Les communes les plus proches sont : 
Orgeix (6,2 km), Orlu (6,5 km), Ax-les-Thermes (6,8 km), Ascou (7,3 km), L'Hospitalet-près-l'Andorre (7,9 km), Sorgeat (8,0 km), Savignac-les-Ormeaux (8,1 km), Ignaux (8,2 km).

Sur le plan historique et culturel, Mérens-les-Vals fait partie du pays du Sabarthès, structuré par la haute vallée de l'Ariège en amont du pays de Foix avec Tarascon-sur-Ariège comme ville principale.
Les communes limitrophes sont Aston, Ax-les-Thermes, L'Hospitalet-près-l'Andorre, Orgeix, Orlu, Savignac-les-Ormeaux, Angoustrine-Villeneuve-des-Escaldes, Porté-Puymorens et Canillo.
| Savignac-les-Ormeaux, Aston | Ax-les-Thermes                        | Orgeix                                                    |
| Canillo (ad)                | Mérens-les-Vals                       | Orlu                                                      |
| L'Hospitalet-près-l'Andorre | Porté-Puymorens (Pyrénées-Orientales) | Angoustrine-Villeneuve-des-Escaldes (Pyrénées-Orientales) |

### Géologie et relief
La commune est située dans les Pyrénées, une chaîne montagneuse jeune, érigée durant l'ère tertiaire (il y a 40 millions d'années environ), en même temps que les Alpes. Les terrains affleurants sur le territoire communal sont constitués de roches métamorphiques datant pour certaines du Paléozoïque, une ère géologique qui s'étend de −541 à −252,2 Ma (millions d'années), et pour d'autres du Protérozoïque, le dernier éon du Précambrien sur l’échelle des temps géologiques. La structure détaillée des couches affleurantes est décrite dans les feuilles « n°1087 - Vicdessos » et « n°1093 - Fontargente » de la carte géologique harmonisée au 1/50 000ème du département de l'Ariège, et leurs notices associées,.
La superficie cadastrale de la commune publiée par l’Insee, qui sert de références dans toutes les statistiques, est de 80,12 km2,. La superficie géographique, issue de la BD Topo, composante du Référentiel à grande échelle produit par l'IGN, est quant à elle de 80,54 km2. Son relief est particulièrement escarpé puisque la dénivelée maximale atteint 1 911 mètres. L'altitude du territoire varie entre 929 m et 2 840 m.

### Hydrographie

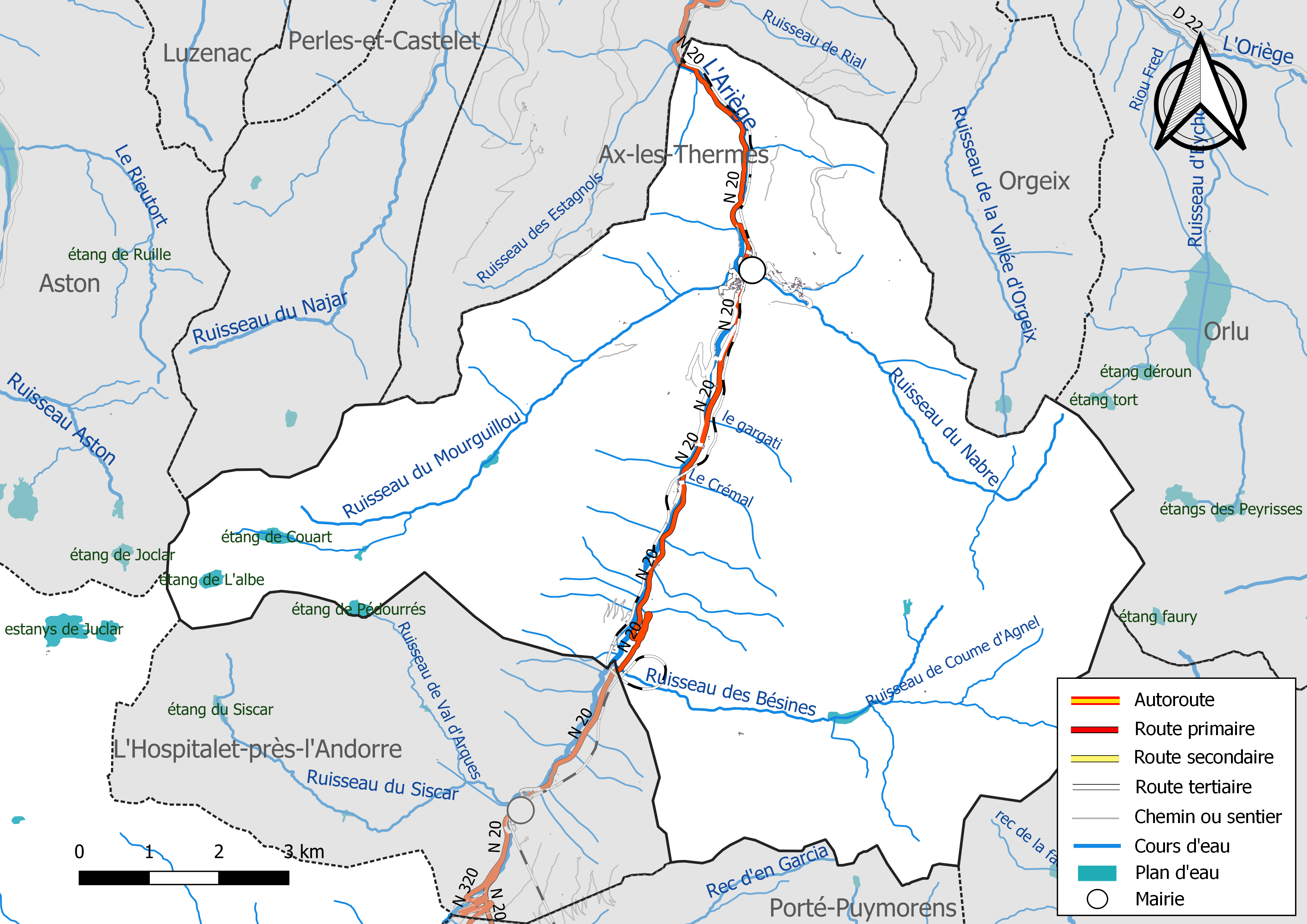
Réseaux hydrographique et routier de Mérens-les-Vals.

La commune est dans le bassin versant de la Garonne, au sein du bassin hydrographique Adour-Garonne. Elle est drainée par l'Ariège, le ruisseau des Bésines, le ruisseau du Mourguillou, le ruisseau du Nabre, un bras de l'Ariège, le Crémal, le Gargati, le ruisseau Coume Vieille, le ruisseau de Coume d'Agnel, le ruisseau de Coume d'Or, le ruisseau de la Coumette, le ruisseau de la Fuillaterre, le ruisseau de la Gadine, le ruisseau de Larguis, et par divers petits cours d'eau, constituant un réseau hydrographique de 73 km de longueur totale,.
L'Ariège, d'une longueur totale de 162,91 km, prend sa source dans la commune de Porta et s'écoule du sud vers le nord. Elle traverse la commune et se jette dans la Garonne à Portet-sur-Garonne, après avoir traversé 56 communes.

### Climat
Pour des articles plus généraux, voir Climat de l'Occitanie et Climat de l'Ariège.
En 2010, le climat de la commune est de type climat des marges montargnardes, selon une étude s'appuyant sur une série de données couvrant la période 1971-2000. En 2020, Météo-France publie une typologie des climats de la France métropolitaine dans laquelle la commune est exposée à un climat de montagne et est dans la région climatique Pyrénées centrales, caractérisée par une pluviométrie annuelle de 1 000 à 1 200 mm.
Pour la période 1971-2000, la température annuelle moyenne est de 8,9 °C, avec une amplitude thermique annuelle de 14,9 °C. Le cumul annuel moyen de précipitations est de 1 013 mm, avec 8,5 jours de précipitations en janvier et 7,1 jours en juillet. Pour la période 1991-2020, la température moyenne annuelle observée sur la station météorologique la plus proche, située sur la commune d'Ascou à 7 km à vol d'oiseau, est de 9,3 °C et le cumul annuel moyen de précipitations est de 1 258,8 mm,. Pour l'avenir, les paramètres climatiques de la commune estimés pour 2050 selon différents scénarios d'émission de gaz à effet de serre sont consultables sur un site dédié publié par Météo-France en novembre 2022.

### Milieux naturels et biodiversité
L’inventaire des zones naturelles d'intérêt écologique, faunistique et floristique (ZNIEFF) a pour objectif de réaliser une couverture des zones les plus intéressantes sur le plan écologique, essentiellement dans la perspective d’améliorer la connaissance du patrimoine naturel national et de fournir aux différents décideurs un outil d’aide à la prise en compte de l’environnement dans l’aménagement du territoire.
Cinq ZNIEFF de type 1 sont recensées sur la commune :
- l'« Ariège en amont d'Ax-les-Thermes » (100 ha), couvrant 4 communes dont 3 dans l'Ariège et 1 dans les Pyrénées-Orientales[26] ;
- la « rive gauche de la haute vallée de l'Ariège » (16 207 ha), couvrant 14 communes du département[27] ;
- la « vallée de l'Aston » (16 077 ha), couvrant 13 communes du département[28] ;
- « vallée et bassin versant de l'Oriège » (8 937 ha), couvrant 9 communes dont 6 dans l'Ariège et 3 dans les Pyrénées-Orientales[29] ;
- le « versant en rive droite de la haute vallée de l'Ariège » (6 237 ha), couvrant 7 communes dont 5 dans l'Ariège et 2 dans les Pyrénées-Orientales[30] ;

et deux ZNIEFF de type 2, : 
- « le bassin versant de l'Oriège et montagnes orientales d'Ax-les-Thermes » (18 551 ha), couvrant 25 communes dont 18 dans l'Ariège, 4 dans l'Aude et 3 dans les Pyrénées-Orientales[31] ;
- le « massif de l'Aston et haute vallée de l'Ariège » (0 ha), couvrant 24 communes dont 22 dans l'Ariège et 2 dans les Pyrénées-Orientales[32].

Carte des ZNIEFF de type 1 et 2 à Mérens-les-Vals.
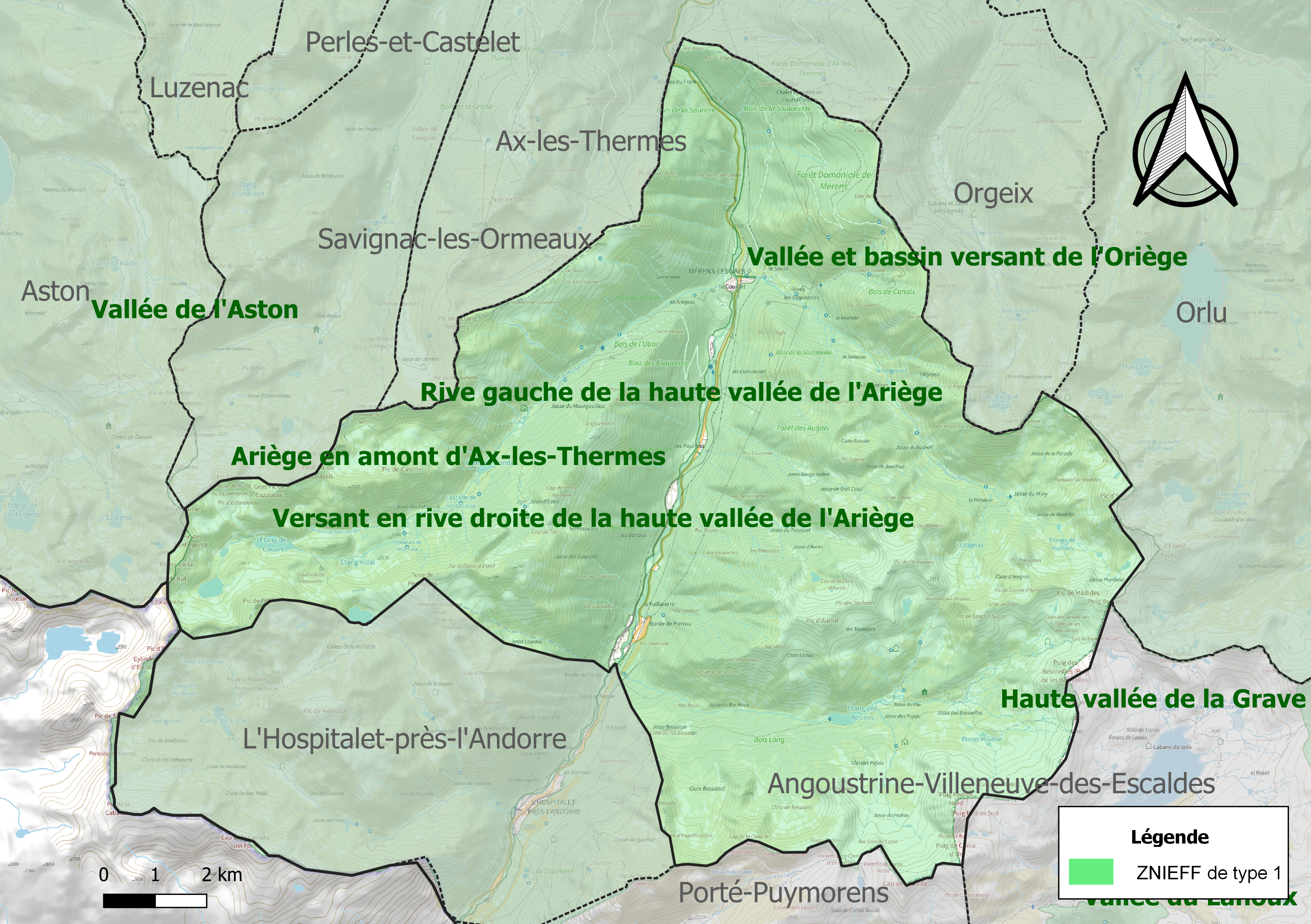
Carte des ZNIEFF de type 1 sur la commune.
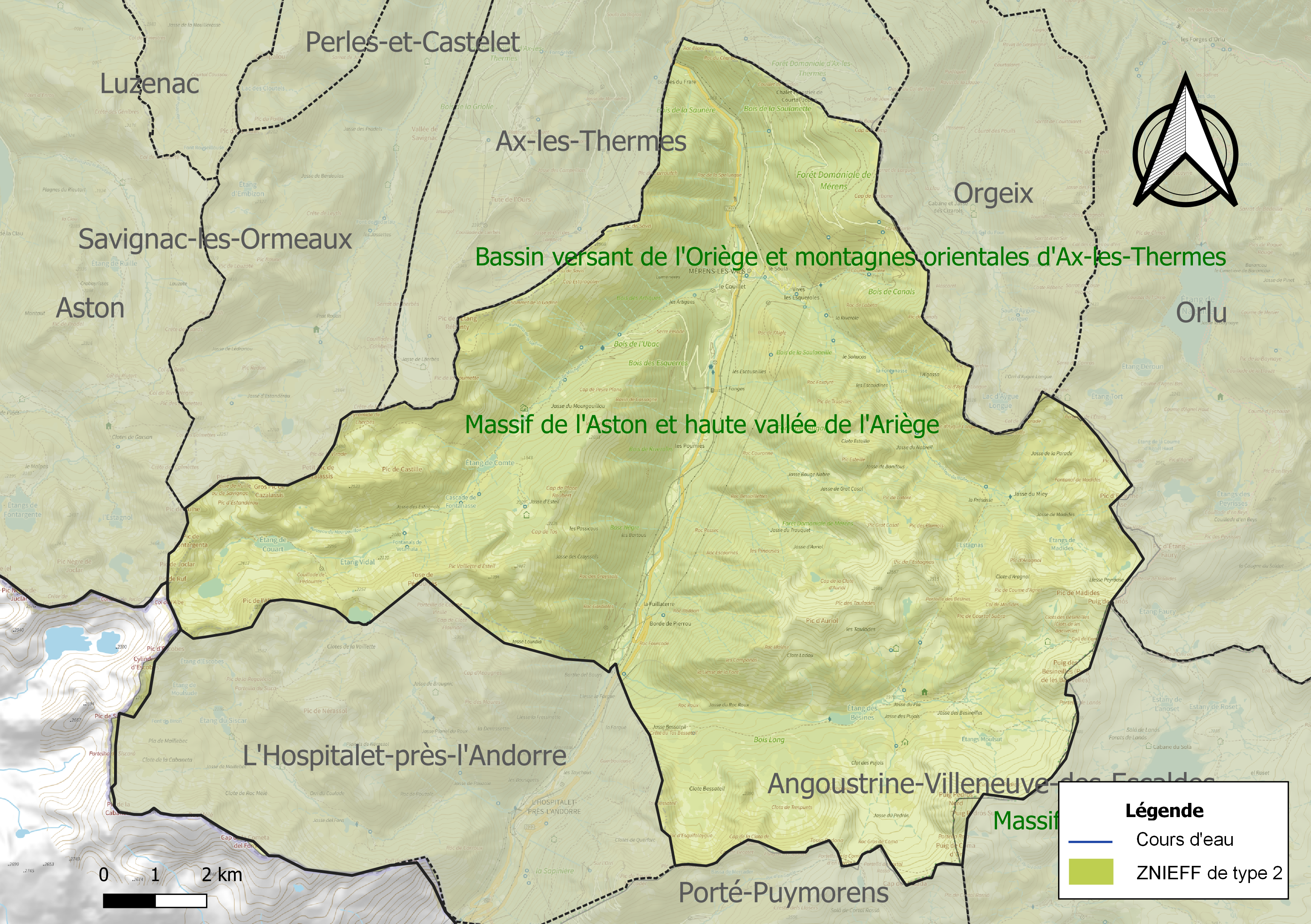
Carte des ZNIEFF de type 2 sur la commune.

## Urbanisme

### Typologie
Au 1er janvier 2024, Mérens-les-Vals est catégorisée commune rurale à habitat dispersé, selon la nouvelle grille communale de densité à 7 niveaux définie par l'Insee en 2022.
Elle est située hors unité urbaine et hors attraction des villes,.

### Occupation des sols

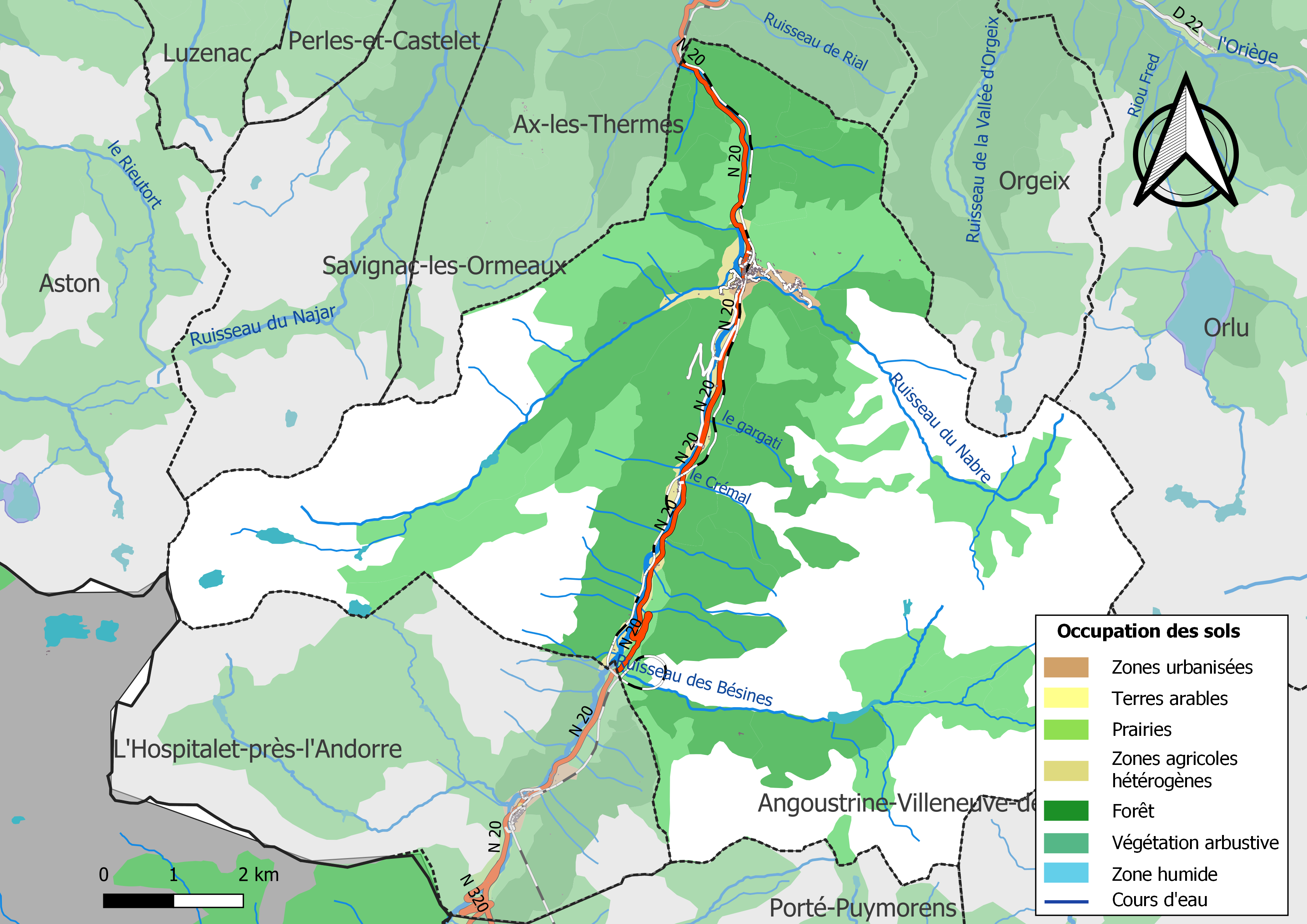
Carte des infrastructures et de l'occupation des sols de la commune en 2018 (CLC).

L'occupation des sols de la commune, telle qu'elle ressort de la base de données européenne d’occupation biophysique des sols Corine Land Cover (CLC), est marquée par l'importance des forêts et milieux semi-naturels (97,6 % en 2018), une proportion identique à celle de 1990 (97,6 %). La répartition détaillée en 2018 est la suivante : 
espaces ouverts, sans ou avec peu de végétation (51 %), forêts (28,7 %), milieux à végétation arbustive et/ou herbacée (18 %), zones agricoles hétérogènes (1,8 %), zones urbanisées (0,5 %). L'évolution de l’occupation des sols de la commune et de ses infrastructures peut être observée sur les différentes représentations cartographiques du territoire : la carte de Cassini (XVIIIe siècle), la carte d'état-major (1820-1866) et les cartes ou photos aériennes de l'IGN pour la période actuelle (1950 à aujourd'hui).

### Habitat et logement
En 2018, le nombre total de logements dans la commune était de 269, alors qu'il était de 253 en 2013 et de 237 en 2008.
Parmi ces logements, 31,2 % étaient des résidences principales, 67,3 % des résidences secondaires et 1,5 % des logements vacants. Ces logements étaient pour 83,3 % d'entre eux des maisons individuelles et pour 16,4 % des appartements.
Le tableau ci-dessous présente la typologie des logements à Mérens-les-Vals en 2018 en comparaison avec celle de l'Ariège et de la France entière. Une caractéristique marquante du parc de logements est ainsi une proportion de résidences secondaires et logements occasionnels (67,3 %) supérieure à celle du département (24,6 %) et à celle de la France entière (9,7 %). Concernant le statut d'occupation de ces logements, 75 % des habitants de la commune sont propriétaires de leur logement (82,3 % en 2013), contre 66,3 % pour l'Ariège et 57,5 % pour la France entière.
| Typologie                                               | Mérens-les-Vals | Ariège | France entière |
| ------------------------------------------------------- | --------------- | ------ | -------------- |
| Résidences principales (en %)                           | 31,2            | 65,7   | 82,1           |
| Résidences secondaires et logements occasionnels (en %) | 67,3            | 24,6   | 9,7            |
| Logements vacants (en %)                                | 1,5             | 9,7    | 8,2            |

### Transports
La commune possède une gare, desservie par le train de nuit quotidien reliant Paris-Austerlitz à Latour-de-Carol. Le trajet dure environ 9 heures. Cette gare est reliée à Toulouse en 2 h 15 par six trains quotidiens (ligne  de Portet-Saint-Simon à Puigcerda).

### Risques majeurs
Le territoire de la commune de Mérens-les-Vals est vulnérable à différents aléas naturels : inondations, climatiques (grand froid ou canicule), feux de forêts, mouvements de terrains, avalanche  et séisme (sismicité moyenne). Il est également exposé à un risque technologique, le transport de matières dangereuses, et à un risque particulier, le risque radon,.

#### Risques naturels

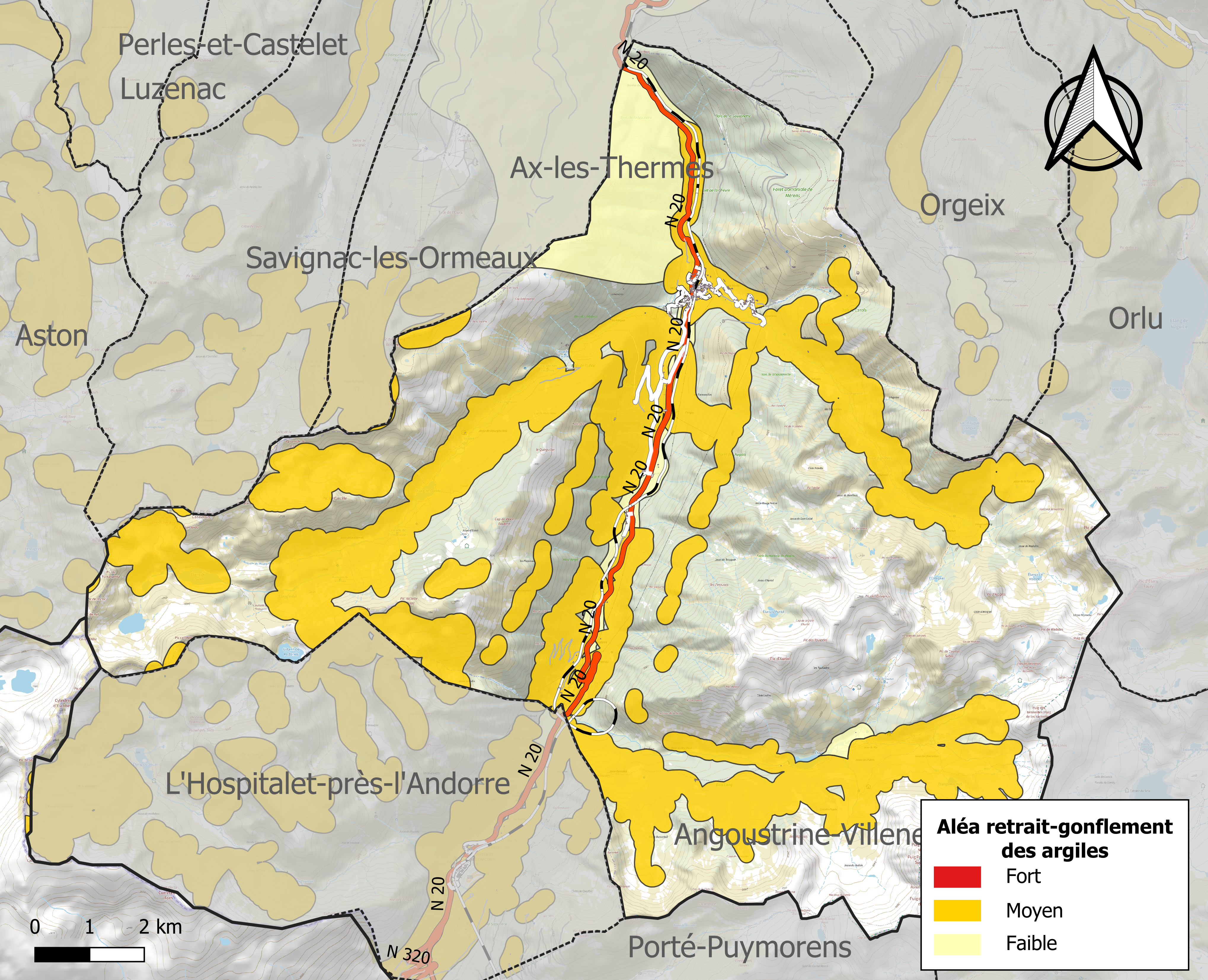
Zonage de l'aléa retrait-gonflement des argiles sur la commune de Mérens-les-Vals.

Certaines parties du territoire communal sont susceptibles d’être affectées par le risque d’inondation par débordement, crue torrentielle d'un cours d'eau, ou ruissellement d'un versant.
Les mouvements de terrains susceptibles de se produire sur la commune sont soit des chutes de blocs, soit des glissements de terrains, soit des mouvements liés au retrait-gonflement des argiles. Près de 50 % de la superficie du département est concernée par l'aléa retrait-gonflement des argiles, dont la commune de Mérens-les-Vals. L'inventaire national des cavités souterraines permet par ailleurs de localiser celles situées sur la commune.
La commune est exposée au risque d'avalanche lié à l’exposition d’habitations.

#### Risques technologiques
Le risque de transport de matières dangereuses par une infrastructure routière ou ferroviaire ou par une canalisation de transport de gaz concerne la commune. Un accident se produisant sur une telle infrastructure est en effet susceptible d’avoir des effets graves au bâti ou aux personnes jusqu’à 350 m, selon la nature du matériau transporté. Des dispositions d’urbanisme peuvent être préconisées en conséquence.

#### Risque particulier
Dans plusieurs parties du territoire national, le radon, accumulé dans certains logements ou autres locaux, peut constituer une source significative d’exposition de la population aux rayonnements ionisants. Toutes les communes du département sont concernées par le risque radon à un niveau plus ou moins élevé. Selon la classification de 2018, la commune de Mérens-les-Vals est classée en zone 3, à savoir zone à potentiel radon significatif.

## Histoire
Raimond de Lautrec, évêque de Toulouse, y fonda un monastère de filles de l’ordre cistercien en 1159, sous la dépendance de l’abbaye de Boulbonne.
L'église romane et le village ont été brûlés en octobre 1811 par les Miquelets venus d'Espagne, lors de la guerre d'indépendance de l'Espagne.

## Politique et administration

### Découpage territorial
La commune de Mérens-les-Vals est membre de la communauté de communes de la Haute Ariège, un établissement public de coopération intercommunale (EPCI) à fiscalité propre créé le 27 septembre 2016 dont le siège est à Luzenac. Ce dernier est par ailleurs membre d'autres groupements intercommunaux.
Sur le plan administratif, elle est rattachée à l'arrondissement de Foix, au département de l'Ariège, en tant que circonscription administrative de l'État, et à la région Occitanie.
Sur le plan électoral, elle dépend du canton de Haute-Ariège pour l'élection des conseillers départementaux, depuis le redécoupage cantonal de 2014 entré en vigueur en 2015, et de la première circonscription de l'Ariège  pour les élections législatives, depuis le redécoupage électoral de 1986.
| Période                                  | Période  | Identité          | Étiquette | Qualité                                                    |
| ---------------------------------------- | -------- | ----------------- | --------- | ---------------------------------------------------------- |
| 1989                                     | En cours | Jean-Pierre Sicre | DVG       | Employé, suppléant de la député Martine Froger depuis 2023 |
| Les données manquantes sont à compléter. |          |                   |           |                                                            |

Au vu de son nombre d'inscrits inférieur à 500, Mérens-les-Vals compte un conseil municipal de 11 membres.
Avec la commune voisine de L'Hospitalet-près-l'Andorre, Mérens-les-Vals a créé le 25 janvier 2011 l'association "Que la montagne est rebelle" afin de défendre le maintien des services publics dans les zones de montagne, notamment l'école primaire.

## Démographie
| 1793 | 1800 | 1806 | 1821 | 1831 | 1836 | 1841 | 1846 | 1851 |
| ---- | ---- | ---- | ---- | ---- | ---- | ---- | ---- | ---- |
| 811  | 589  | 896  | 845  | 870  | 817  | 740  | 757  | 740  |

| 1856 | 1861 | 1866 | 1872 | 1876 | 1881 | 1886 | 1891 | 1896 |
| ---- | ---- | ---- | ---- | ---- | ---- | ---- | ---- | ---- |
| 703  | 733  | 718  | 690  | 706  | 704  | 678  | 634  | 569  |

| 1901 | 1906 | 1911 | 1921 | 1926 | 1931 | 1936 | 1946 | 1954 |
| ---- | ---- | ---- | ---- | ---- | ---- | ---- | ---- | ---- |
| 535  | 547  | 551  | 581  | 440  | 453  | 417  | 337  | 299  |

| 1962 | 1968 | 1975 | 1982 | 1990 | 1999 | 2004 | 2006 | 2009 |
| ---- | ---- | ---- | ---- | ---- | ---- | ---- | ---- | ---- |
| 276  | 195  | 157  | 143  | 149  | 180  | 185  | 188  | 185  |

| 2014 | 2019 | 2022 | - | - | - | - | - | - |
| ---- | ---- | ---- | - | - | - | - | - | - |
| 165  | 168  | 168  | - | - | - | - | - | - |

La population de Mérens-les-Vals atteindra son maximum vers 1806, avec 896 habitants.

## Économie

### Revenus
En 2018, la commune compte 68 ménages fiscaux, regroupant 137 personnes. La médiane du revenu disponible par unité de consommation est de 19 190 € (19 820 € dans le département).

### Emploi
| Division       | 2008  | 2013   | 2018   |
| -------------- | ----- | ------ | ------ |
| Commune        | 3,7 % | 7 %    | 6,6 %  |
| Département    | 8,9 % | 11,1 % | 11,2 % |
| France entière | 8,3 % | 10 %   | 10 %   |

En 2018, la population âgée de 15 à 64 ans s'élève à 106 personnes, parmi lesquelles on compte 79,2 % d'actifs (72,6 % ayant un emploi et 6,6 % de chômeurs) et 20,8 % d'inactifs,. Depuis 2008, le taux de chômage communal (au sens du recensement) des 15-64 ans est inférieur à celui de la France et du département.
La commune est hors attraction des villes,. Elle compte 29 emplois en 2018, contre 23 en 2013 et 23 en 2008. Le nombre d'actifs ayant un emploi résidant dans la commune est de 77, soit un indicateur de concentration d'emploi de 37,6 % et un taux d'activité parmi les 15 ans ou plus de 57,9 %.
Sur ces 77 actifs de 15 ans ou plus ayant un emploi, 25 travaillent dans la commune, soit 33 % des habitants. Pour se rendre au travail, 83,1 % des habitants utilisent un véhicule personnel ou de fonction à quatre roues, 1,3 % les transports en commun, 9,1 % s'y rendent en deux-roues, à vélo ou à pied et 6,5 % n'ont pas besoin de transport (travail au domicile).

### Activités hors agriculture
11 établissements sont implantés  à Mérens-les-Vals au 31 décembre 2019.
Le secteur du commerce de gros et de détail, des transports, de l'hébergement et de la restauration est prépondérant sur la commune puisqu'il représente 45,5 % du nombre total d'établissements de la commune (5 sur les 11 entreprises implantées  à Mérens-les-Vals), contre 27,5 % au niveau départemental.
Mérens est une commune touristique de la Haute Ariège qui bénéficie de sa position sur la RN20 et la voie ferrée.
Une usine d'embouteillage d'eau minérale a été construite sur la commune en 2020 par la Compagnie des Pyrénées pour commercialiser pleinement l'Ö9 - eau neuve en 2021. Elle fournit par exemple officiellement la SNCF en eau minérale embouteillée dans des boîtes en carton. 25 emplois ont été créés. Un embranchement ferroviaire depuis la ligne de Portet-Saint-Simon à Puigcerda (frontière) est à l'étude.

### Agriculture
|                                   | 1988 | 2000 | 2010 |
| --------------------------------- | ---- | ---- | ---- |
| Exploitations                     | 13   | 8    | 5    |
| Superficie agricole utilisée (ha) | 256  | 1345 | 477  |

La commune fait partie de la petite région agricole dénommée « Région pyrénéenne ». En 2010, l'orientation technico-économique de l'agriculture  sur la commune est la polyculture et le polyélevage. Cinq exploitations agricoles ayant leur siège dans la commune sont dénombrées lors du recensement agricole de 2010 (douze en 1988). La superficie agricole utilisée est de 477 ha.

## Tourisme
Mérens-les-Vals est un village étape du sentier de grande randonnée 10. De ce fait, la commune est au départ de nombreuses randonnées comme l'étang de Comte très familiale, ou l'étang des Bésines. Gardé à  la bonne saison, le refuge des Bésines est situé à environ 300 m à l'est de l'étang. Le GR 10 quitte l'Ariège en franchissant le col de la Coume d'Agnel (2 470 m).

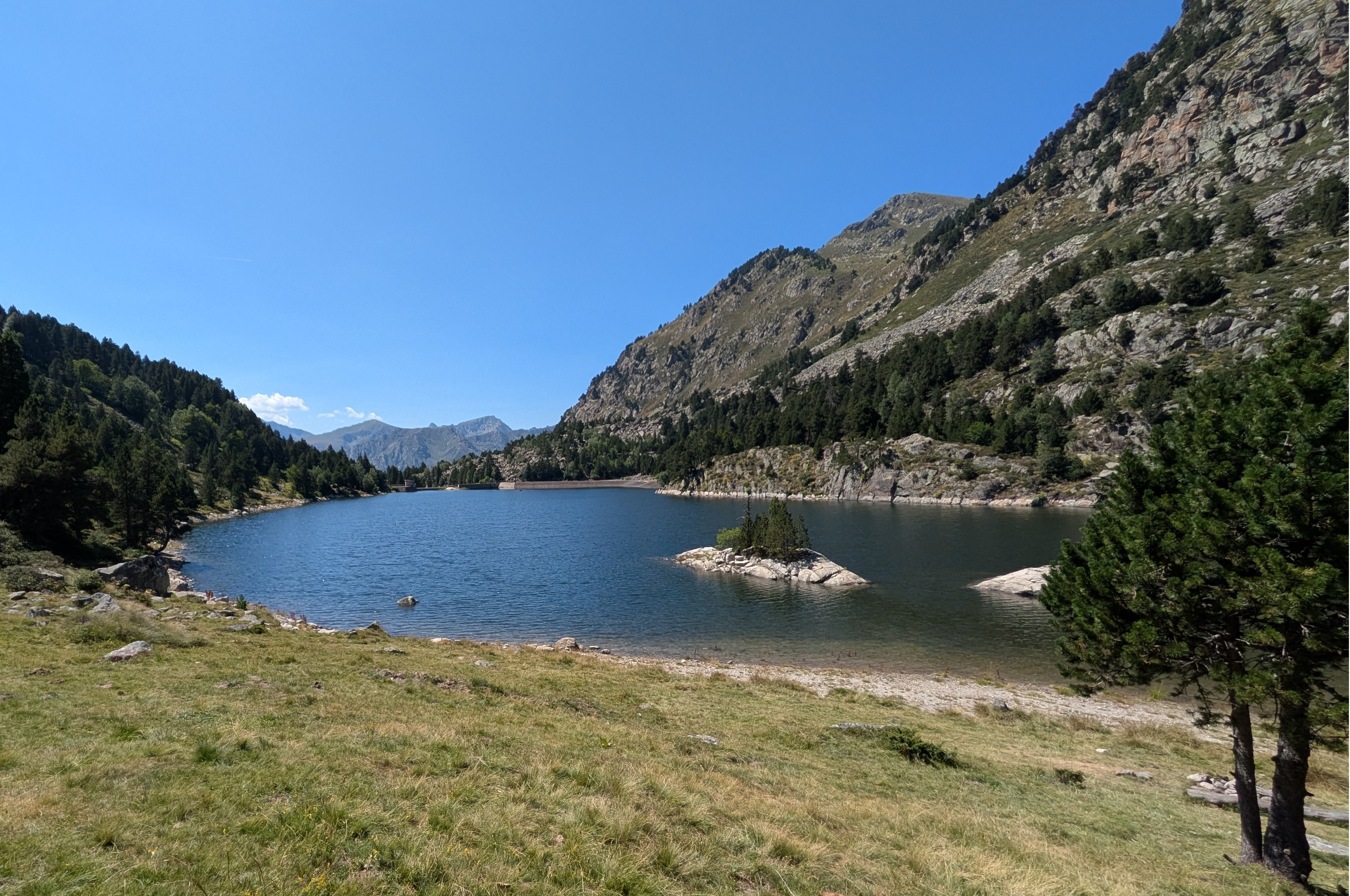
L'Étang des Bésines, vue vers l'ouest
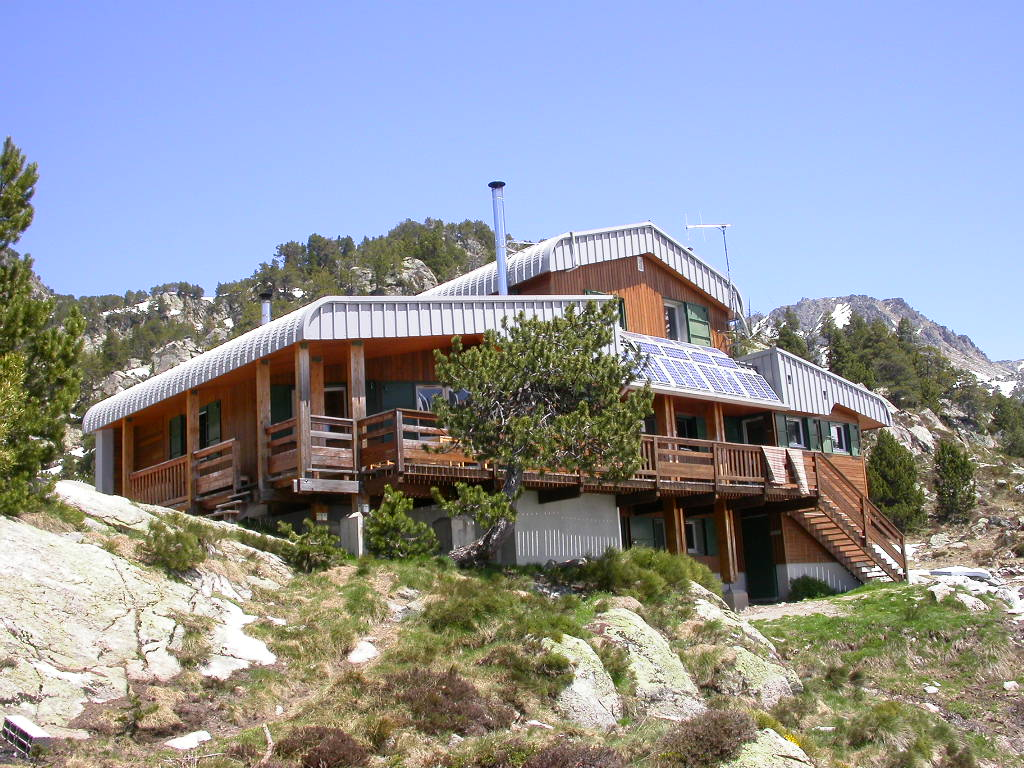
Refuge des Bésines
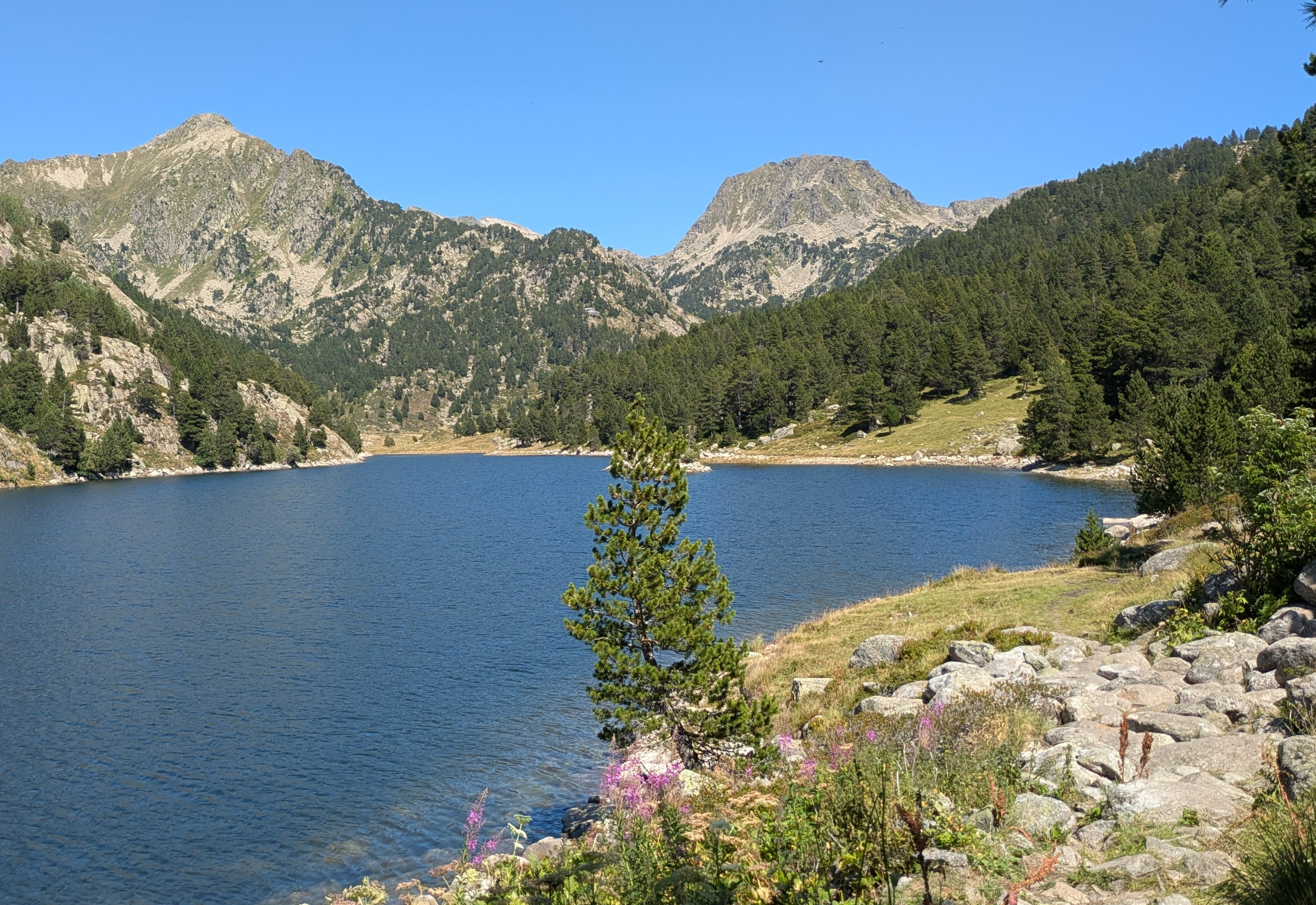
Col de la Coume d'Agnel, vue vers l'est

La commune de Mérens-les-Vals possède aussi un camping de 72 emplacements situés à 1100 m d’altitude sur le GR10 et le Chemin des Bonshommes (GR 107).

## Culture locale et patrimoine

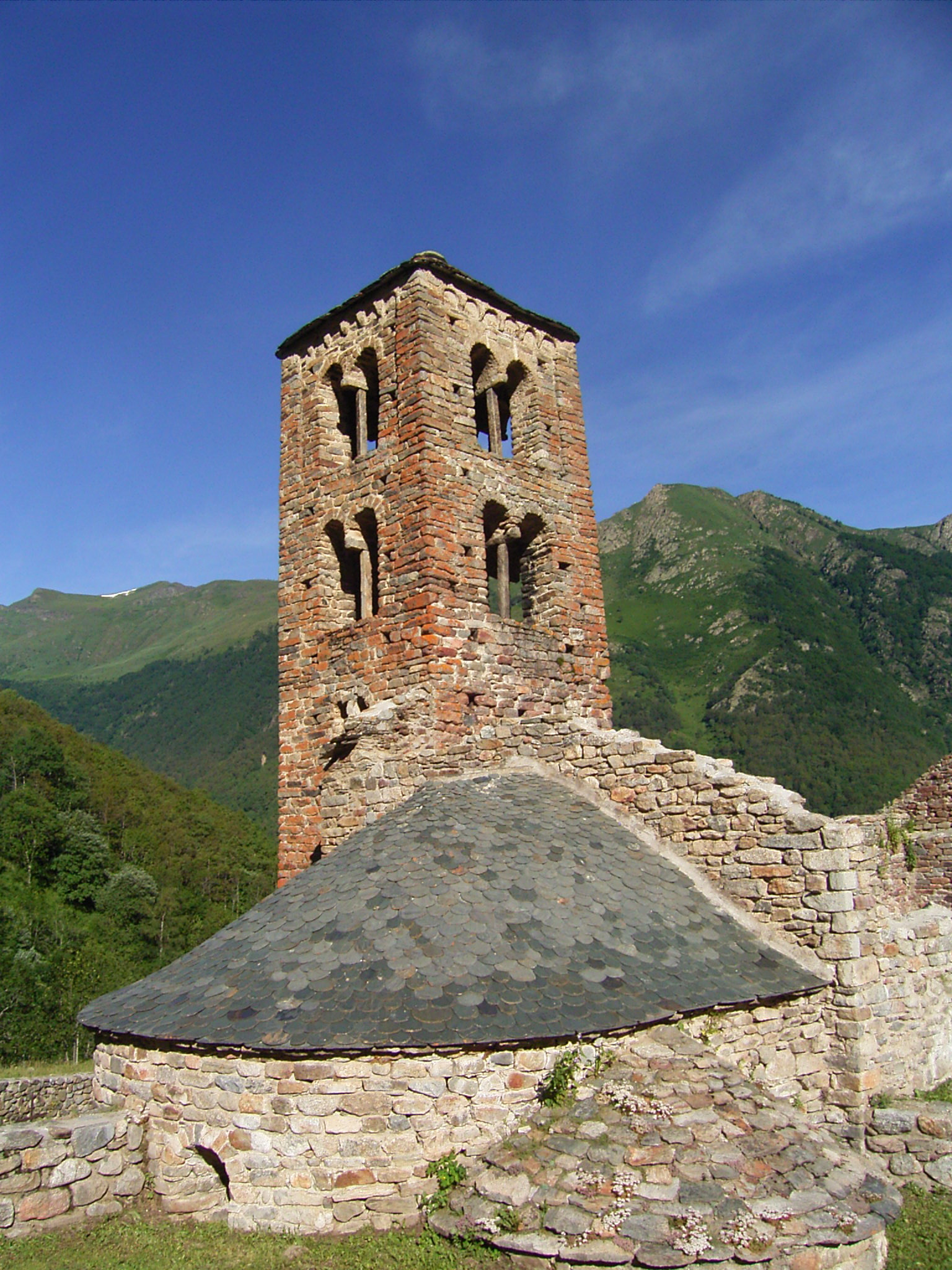
L'église romane Saint-Pierre de Mérens-d'en-Haut.

- Ancienne église Saint-Pierre de Mérens-d'En-Haut, église romane du Xe siècle, située au « village du haut », classée aux Monuments historiques depuis 1969 et lauréate des rubans du patrimoine en 2005.
- Nouvelle église Saint-Pierre de Mérens-les-Vals[56],[57].
- Tunnel hélicoïdal de Saillens sur la ligne de Portet-Saint-Simon à Puigcerda d'une longueur de 1 752 m avec un dénivelé de 66 m.

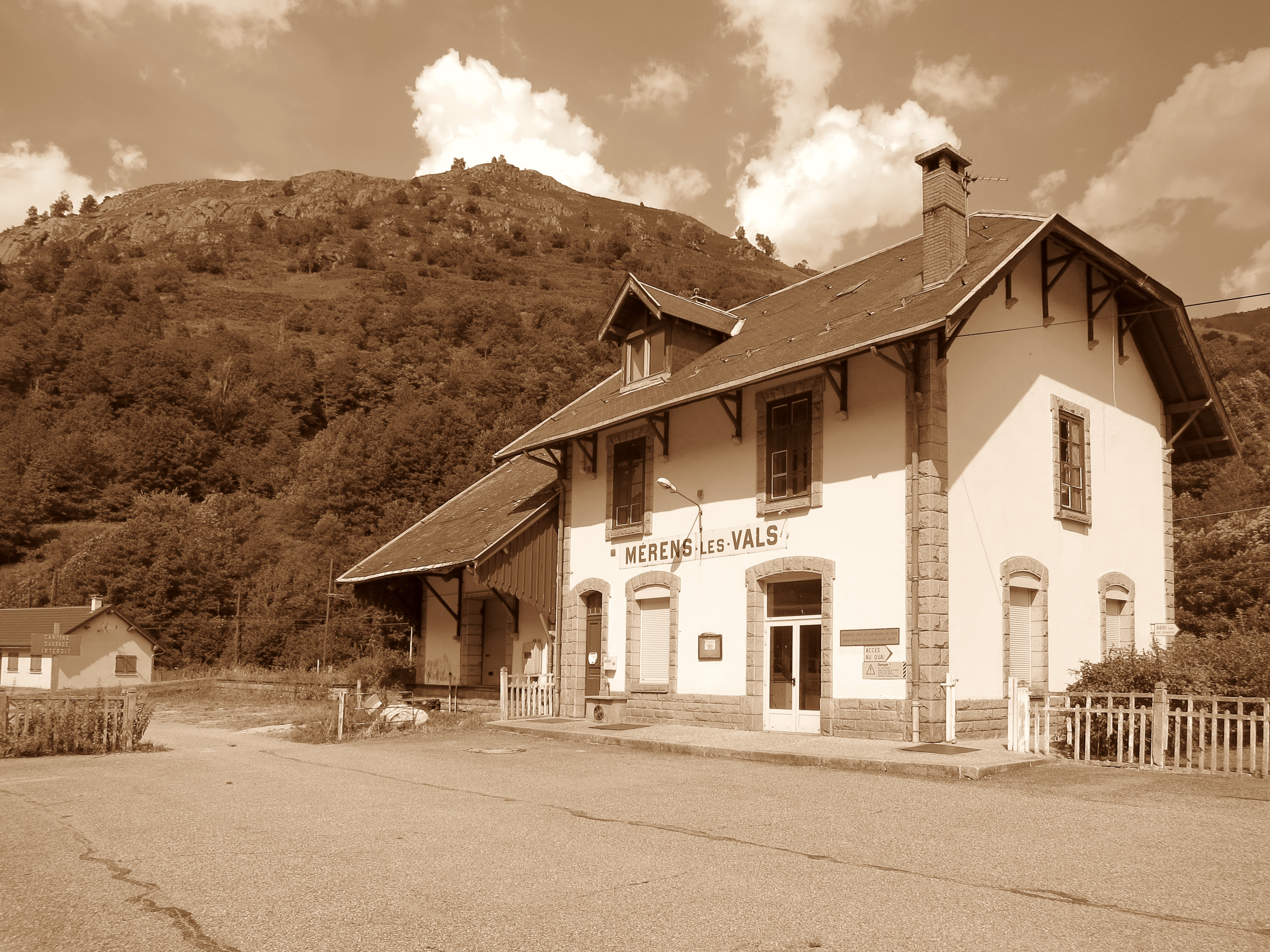
Gare de Mérens-les-Vals
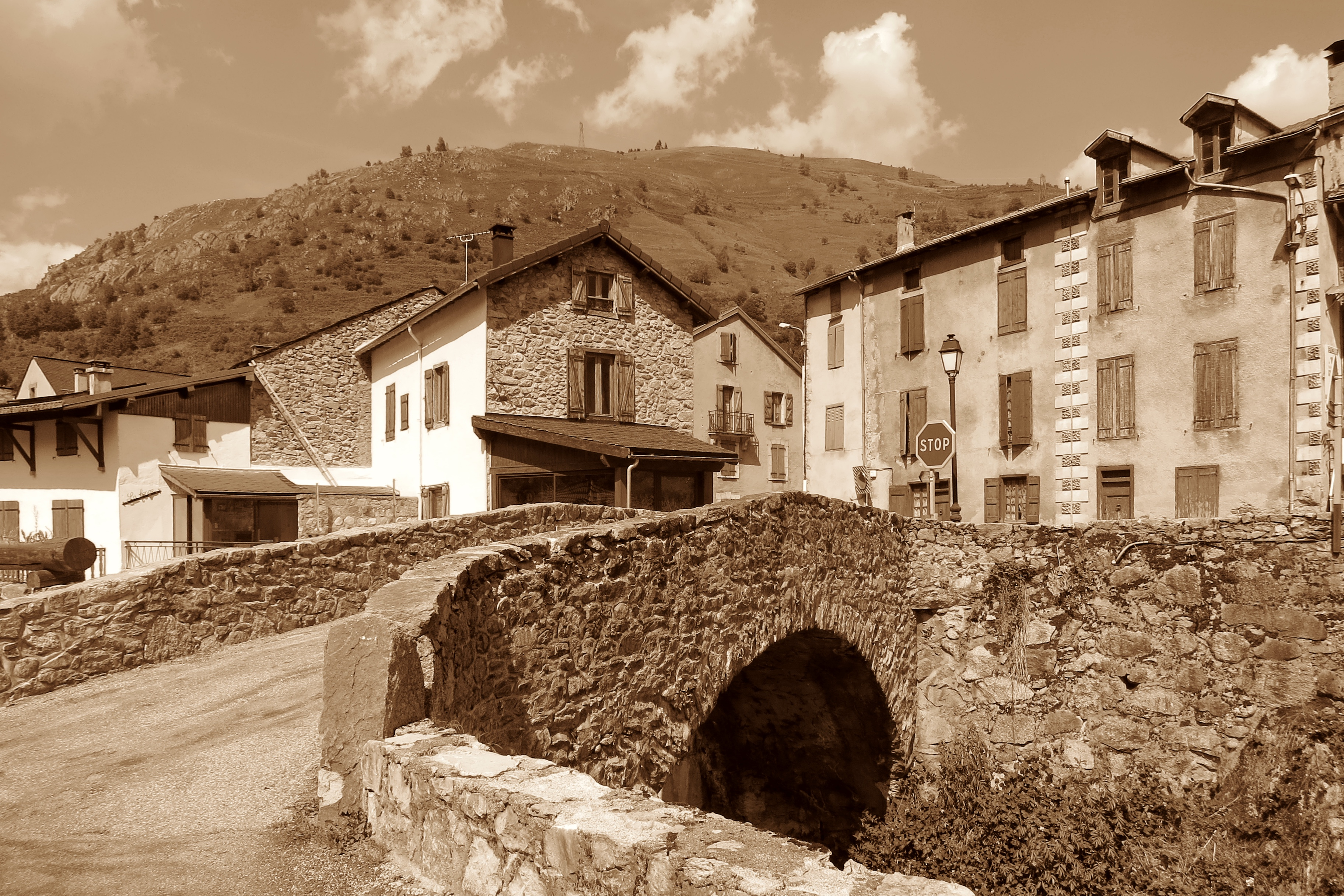
Pont en pierre du village
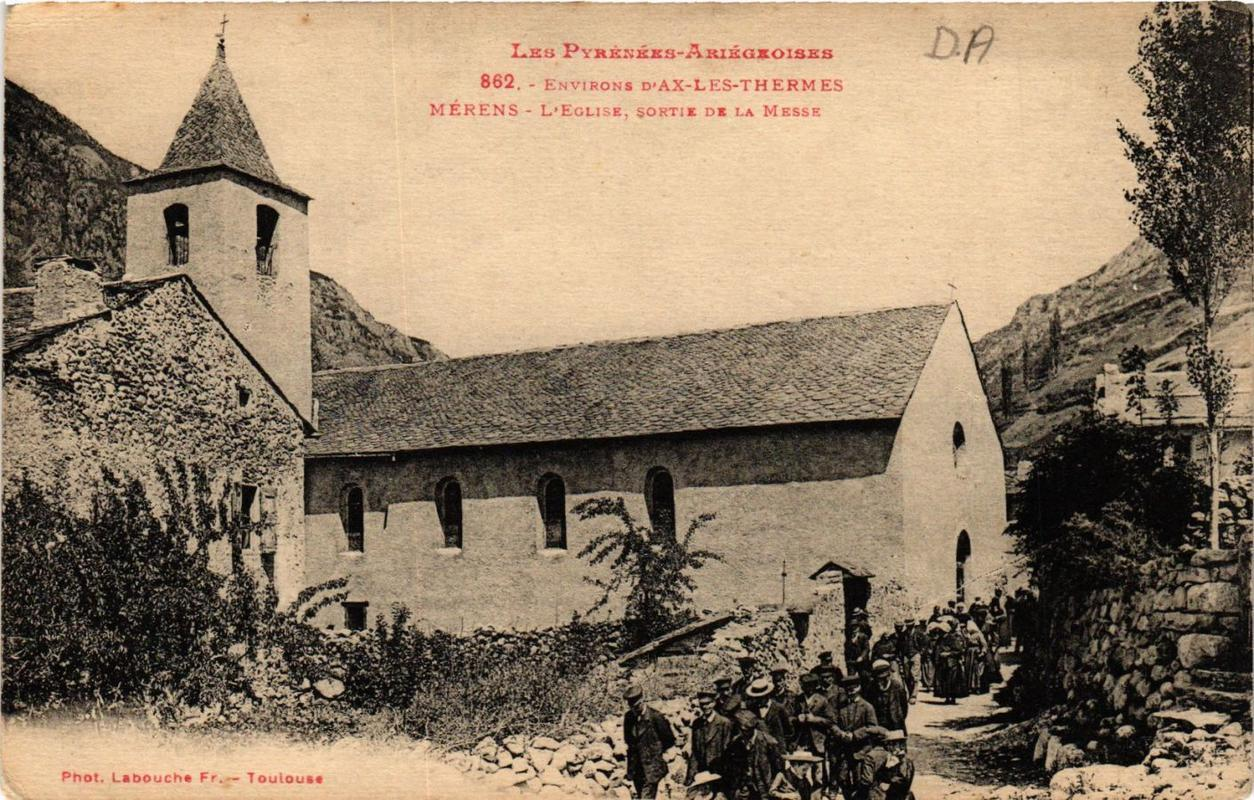
L'église Saint-Pierre lors d'une sortie de messe en 1912
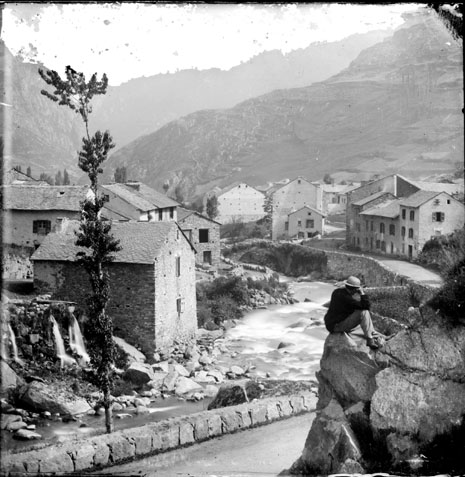
Fonds Eugène Trutat - Photographie ancienne du village prise entre 1859 et 1910
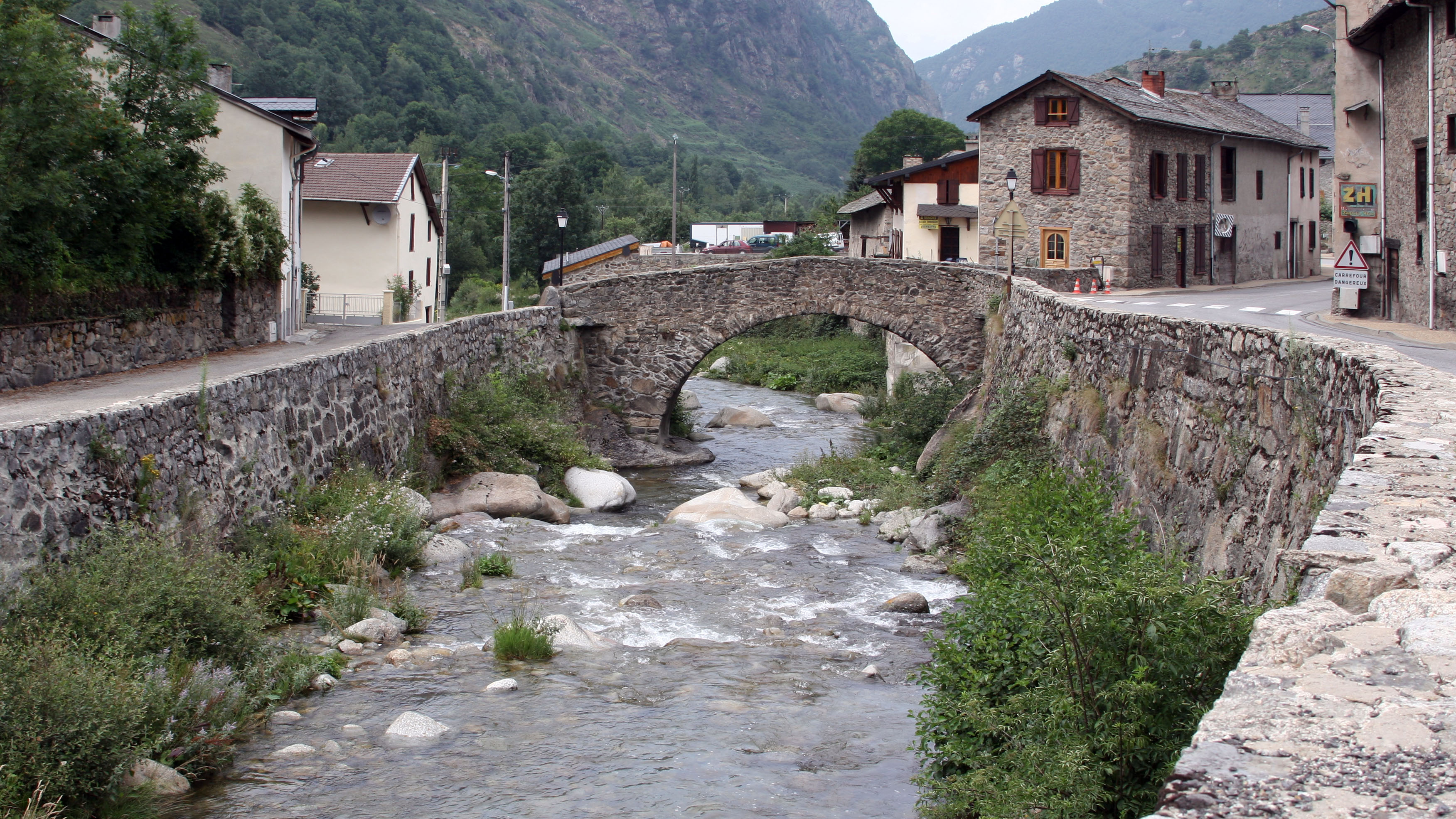
Entrée sud

### Vie locale
La fête du village est organisée chaque année autour du 20 juillet.

### Héraldique
| Blason de Mérens-les-Vals | Blason  | Écartelé : au 1er et 4e d'or à trois pals de gueules, au 2e d'or au cheval passant et contourné de sable, au 3e d'or à l'église du lieu au naturel, ajourée du champ et posée sur une terrasse isolée de sinople. |
| Blason de Mérens-les-Vals | Détails | Le statut officiel du blason reste à déterminer. |

## Pour approfondir